# Jamie Whincup

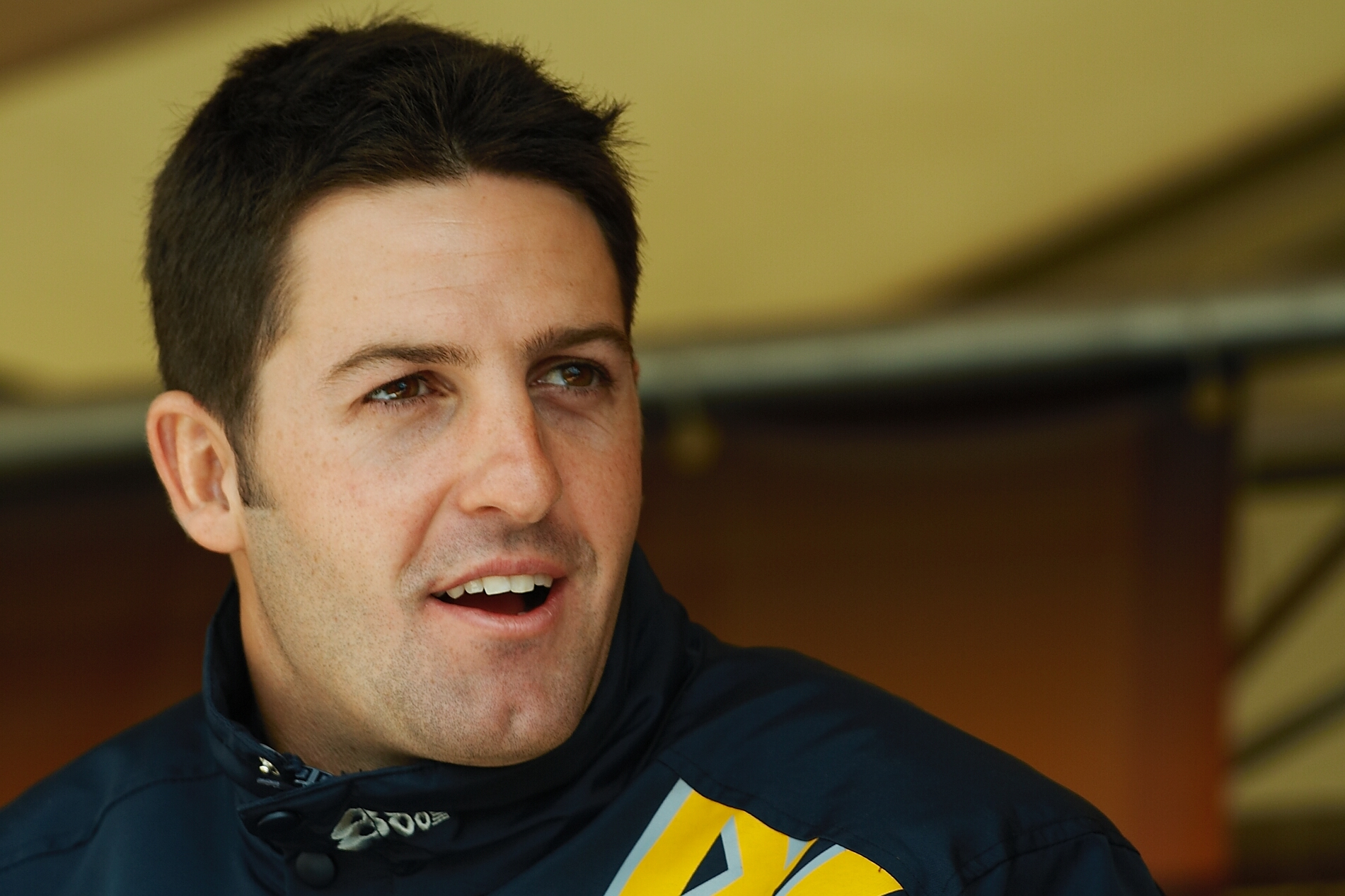
Jamie Whincup en la fecha de Melbourne del V8 Supercars 2006.

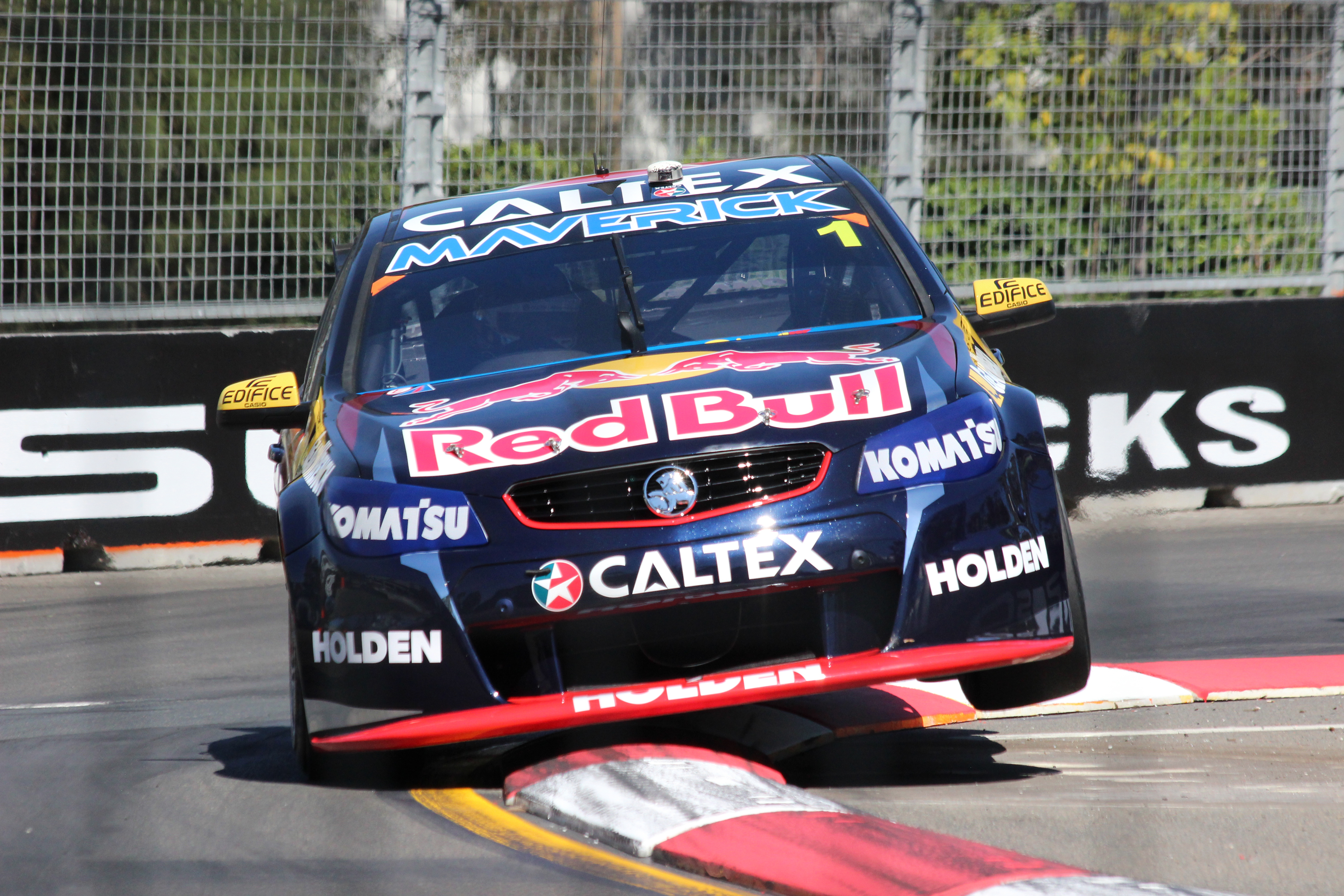
Jamie Whincup en la fecha de Homebush 2015

Jamie Whincup (6 de febrero de 1983, Melbourne, Australia) es un piloto de automovilismo de velocidad australiano. Compite desde el año 2002 en el V8 Supercars, el principal torneo de automovilismo de su país.
Fue siete veces campeón en 2008, 2009, 2011, 2012, 2013, 2014, y 2017. Además fue subcampeón en 2007 y 2010. Además, ganó los 1000 km de Bathurst de 2006, 2007, 2008 y 2012, y finalizó segundo en 2005, 2010 y 2013. Desde 2006 es piloto del equipo Triple Eight, y obtuvo títulos tanto con el Ford Falcon como con el Holden Commodore.

## Carrera deportiva

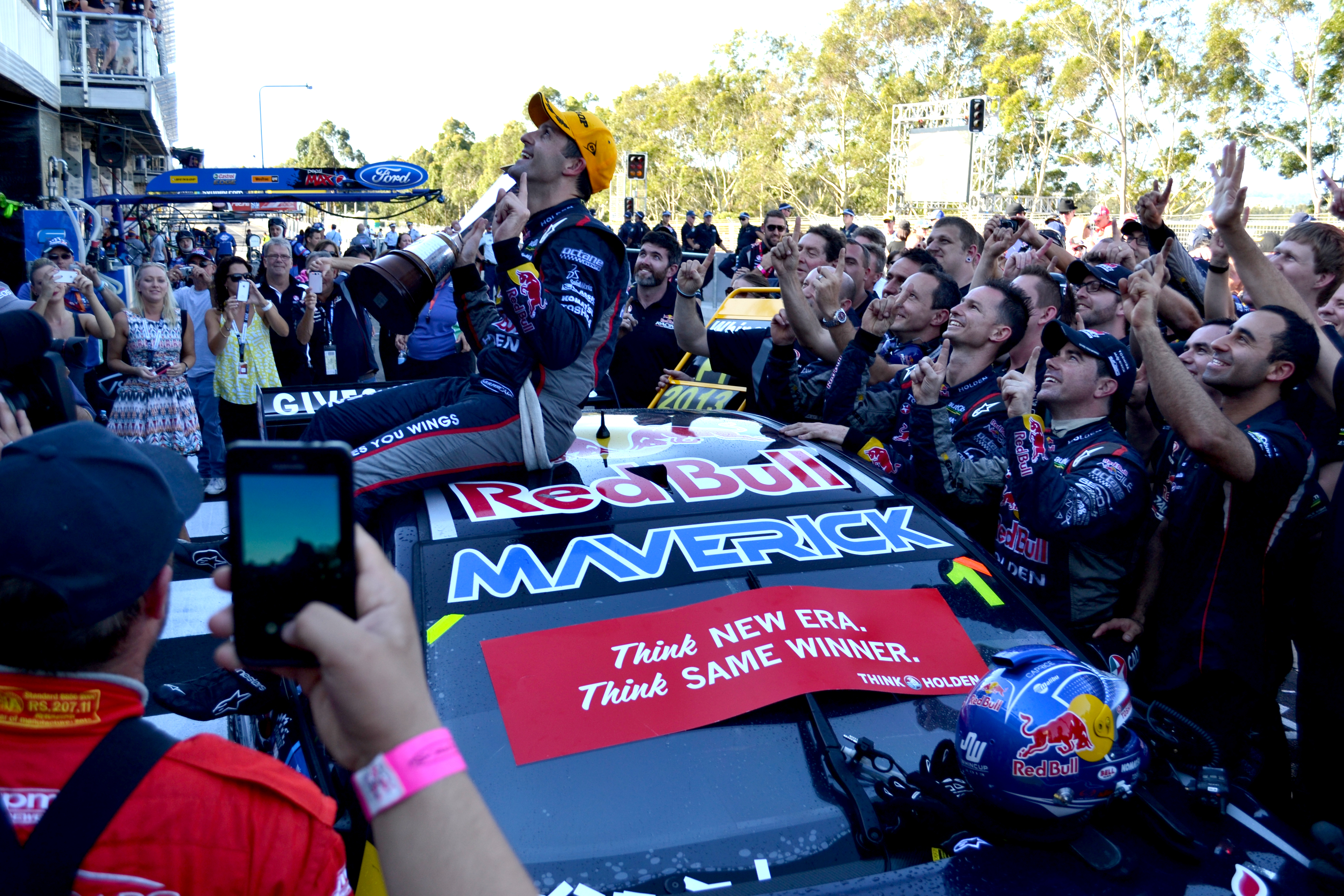
Jamie Wincup tras ganar el Campeonato V8 Supercar de Red Bull Australia

Whincup comenzó a correr en karting a la edad de 7 años. En su adolescencia, obtuvo varios títulos en dicha disciplina. En 2000 progresó a la Fórmula Ford Victoriana, donde resultó quinto. El piloto finalizó tercero en la Fórmula Ford Australiana en 2001, por detrás de Will Davison y Will Power. En 2002 se coronó campeón frente a Mark Winterbottom.
Eso le valió ser contratado por el equipo Garry Rogers para pilotar un Holden en las dos carreras de resistencia de la temporada 2002 del V8 Supercars: llegó 20º en los 500 km de Queensland junto a Max Dumesny, y abandonó en los 1000 km de Bathurst acompañando a Mark Noske. El equipo le dio un puesto permanente en la categoría para 2003. Su mejor resultado fue un pálido 19º lugar en Bathurst como compañero de butaca de Garth Tander, y perdió su puesto al finalizar el año.
Perkins fichó a Whincup para disputar las carreras de resistencia de 2004 junto a Alex Davison, también en un Commodore. Abandonó en los 500 km de Sandown, pero obtuvo el noveno lugar en los 1000 km de Bathurst, el mejor colocado con un automóvil antiguo. Consiguió retornar como titular a la categoría en 2005, esta vez con un Holden Commodore último modelo del equipo Tasman. Logró un cuarto puesto en la carrera de Shanghái, un tercero en los 500 km de Sandown y un segundo en los 1000 km de Bathurst, en estos dos casos junto a su compañero Jason Richards. Finalmente, Whincup quedó 16º en el campeonato.
En 2006, Whincup dejó los Holden por los Ford, cuando Triple Eight lo contrató para reemplazar a Steve Ellery como compañero de equipo de Craig Lowndes, subcampeón del año anterior. El piloto ganó dos de las 13 fechas, Adelaida y Bathurst (la segunda junto a Lowndes), y terminó décimo en el clasificador final. De las 14 fechas de 2007, el piloto ganó cuatro, incluyendo los 1000 km de Bathurst y los 500 km de Sandown. Sin embargo, Tander lo aventajó por dos puntos tras la fecha final y Whincup debió conformarse con el subcampeonato.
Whincup dominó la temporada 2008 con seis fechas ganadas de 14, incluyendo los 1000 km de Bathurst de nuevo junto a Lowndes. Así, se coronó campeón por delante Mark Winterbottom y Tander. En 2009, el piloto ganó 11 carreras de 26 y defendió el título ante Will Davison y Tander.
Pese a los logros obtenidos, Triple Eight perdió el apoyo oficial de Ford para la temporada 2010, y por ello cambió sus Ford Falcon por los Holden Commodore. Whincup continuó en puestos de vanguardia con el equipo: venció en nueve carreras y subió al podio en 14 de 26, aunque James Courtney fue más regular y lo dejó con un nuevo subcampeonato. En 2011, ganó diez carreras de 28, incluyendo la primera manga del Gran Premio de Surfers Paradise junto al piloto de IndyCar Sébastien Bourdais, y cosechó 19 podios. De este modo, obtuvo su tercer campeonato frente a su compañero de equipo Lowndes, aunque por escaso margen dada la escala de puntuación chata.
Whincup disputó en 2012 su séptima temporada como piloto de Triple Eight en el V8 Supercars. Logró 12 victorias y 24 podios, destacándose triunfos en los 1000 km de Bathurst junto a Paul Dumbrell y en la primera manga de Surfers Paradise acompañado de Bourdais. El piloto volvió a derrotar a Lowndes y obtuvo su cuarta corona en la categoría.
En 2013, acumuló 11 triunfos y 21 podios en 36 carreras con Triple Eight, por lo que alcanzó su quinto título ante Lowndes y Will Davison. Logró el primer puesto en los 500 km de Sandown y el segundo en los 1000 km de Bathurst junto a Paul Dumbrell, pero un abandono en la primera manga de Surfers Paradise lo colocó segundo en el minitorneo de resistencia.
El piloto obtuvo 14 victorias y 21 podios en la temporada 2014 del V8 Supercars, incluyendo un triunfo en los 500 km de Sandown, por lo que logró su sexta corona ante Shane Van Gisbergen y Wnterbottom.
Whincup acumuló en 2015 siete victorias, cinco segundos puestos y 18 top 5 en 36 carreras. Sin embargo, tuvo malos resultados en las tres fechas de resistencia, por lo que debió conformarse con el quinto puesto de campeonato.
En 2017, Jamie se alzó con 4 victorias a lo largo de la temporada a comparación de las 8 de su principal rival en el campeonato Scott McLaughlin. El título llegó a manos de Whincup tras unas últimas vueltas intensas de batalla entre McLaughlin y Craig Lowndes en la carrera 2 del final de temporada en el nuevo Newcastle Street Circuit. McLaughlin fue penalizado con una sanción de pit-lane post carrera (Se le añadió el tiempo de un Drive-Through a su tiempo final) tras obligar a Lowndes a impactar con el muro en la subida a la curva 2 tras un error propio en la salida de la curva 1 en la vuelta 94 de 95.
En 2018 por otra parte, Whincup tuvo 5 victorias, pero no le bastó para vencer al invencible Scott McLaughlin en la temporada, el cual obtuvo su primer campeonato de la categoría con 9 victorias.
Sumando a su palmarés, Whincup ha representado a Australia en la Carrera de Campeones 2012, donde perdió en la fase de grupos de la prueba individual ante Sébastien Ogier y David Coulthard, y fue derrotado en semifinales por los eventuales campeones Michael Schumacher y Sebastian Vettel en la Copa de las Naciones.